# 개묵새
개묵새는 벼과의 여러해살이풀로 학명은 Festuca takedana이다.

## 분포
한국·중국·일본 등지에 분포하며 높은 산정의 풀밭에서 자란다.

## 특징
뿌리줄기가 옆으로 짧게 뻗으며, 높이는 15-30cm로 밋밋하다. 뿌리잎은 길게 자라고 꽃줄기에 붙은 잎은 5-10cm이다. 꽃은 7-8월에 피고 꽃이삭은 길이 4-7cm로서 끝이 처지며 좁은 난형이다. 7-8월에 담록색의 꽃이 수상꽃차례를 이룬다. 단성화로 수꽃이삭은 밑에, 암꽃이삭은 위쪽에 있고, 가는 꽃이 많이 달린다. 수과는 둥글며 집단으로 달린다. 왕모시풀에 비해 잎은 엷고 톱니가 크며, 앞쪽이 3갈래졌고 꽃이삭은 가늘며 길다.